# Первая ночь (праздник)
Первая Ночь — североамериканская художественно-культурная традиция встречи Нового года, происходящей с полудня до полуночи 31 декабря.
В некоторых городах мероприятия, связанные с этим праздником, проходят на открытом воздухе, в ряде других — проводятся в стенах помещений проводящих их организаций, таких как церкви и театры.
Поскольку празднование происходит в канун Нового года, Первую ночь на самом деле встречают в последнюю ночь старого года. Праздник широко отмечается местным культурным сообществом, сопровождается музыкой, танцами, комедийными представлениями, художественными выставками, фейерверками, а в некоторых городах также постройкой ледяных скульптур и парадами.
Традиция празднования Первой ночи берёт начало в Бостоне. В 1976 году небольшая группа художников, в поисках альтернативного способа празднования Нового года создала мероприятие, где было запрещено употребление алкоголя. В скором времени этот праздник начали отмечать другие близлежащие общины. К 1990-м годам Первая ночь в Бостоне привлекала внимание более тысячи деятелей искусства, а в 2006 году праздник посетило более миллиона зрителей.

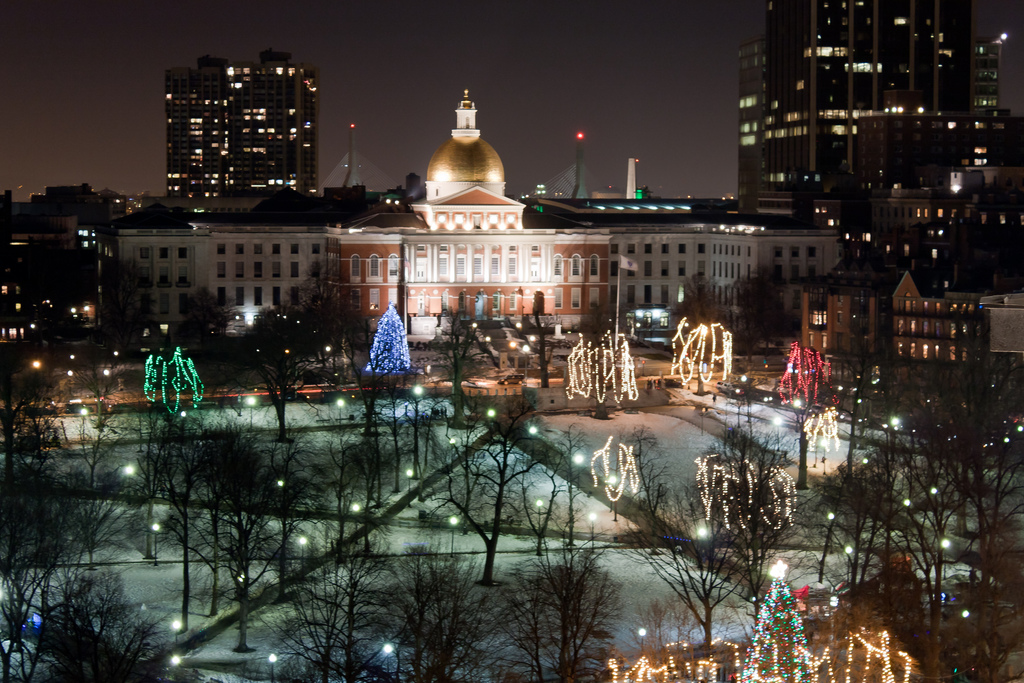
Капитолий штата Массачусетс (Бостон) в момент наступления Нового 2011 года

В Бостоне каждый год несколько телеканалов ведут прямые трансляции финальной части праздника, включая обратный отсчёт времени до полуночи и фейерверк над Бостонской бухтой.
В конце 2000-х годов, в силу рецессии, несколько празднований столкнулись с финансовыми трудностями, были сокращены или отменены.
Тем не менее, несмотря на меняющиеся экономические условия, традиция празднования Первой ночи продолжает развиваться в качестве позитивной силы в искусстве не только в Бостоне, но и на всей территории Соединённых Штатов и Канады.